# Ionengetterpumpe

Vereinfachte Darstellung der Wirkungsweise einer Ionengetterpumpe

Die Ionengetterpumpe, auch Ionenzerstäuberpumpe oder Getter-Ionenpumpe genannt, ist eine Form der Vakuumpumpe. Bei dieser Sonderform der Sorptionspumpe werden die Restgaspartikel (Atome oder Moleküle) durch Elektronenstoß ionisiert und durch ein elektrisches Feld auf eine Oberfläche beschleunigt. Dort können sie chemisch gebunden oder implantiert werden und sind damit dem Restgas entzogen. Beim Auftreffen der Ionen auf die Oberfläche werden Elektronen freigesetzt, diese können weitere Restgaspartikel ionisieren. Chemisch reaktive Moleküle werden auch ohne vorherige Ionisation beim Auftreffen auf ein Gettermaterial (normalerweise Titan) gebunden. Die Pumpe befördert das Restgas demzufolge nicht aus der Vakuumkammer, sondern hält die gepumpten Atome nur an den Pumpeninnenflächen fest bzw. „vergräbt“ sie im Metall. Daher hat die Ionengetterpumpe auch keine Gasauslassöffnung.
Beim Auftreffen der Ionen auf die Titan-Oberfläche werden Atome aus der Oberfläche herausgeschlagen („Kathodenzerstäubung“, daher der Name „Ionenzerstäuberpumpe“). Dadurch wird immer wieder frisches Titan auf den gegenüberliegenden Elektroden abgelagert, die Getter-Schicht also permanent erneuert.
Um eine effektivere Ionisation der Restgasatome oder ‑moleküle zu erreichen, müssen die Elektronen eine möglichst große Strecke zurücklegen. Das wird durch ein Magnetfeld erreicht, in dem die Elektronen durch die Lorentz-Kraft abgelenkt werden und daher einer Bahn ähnlich einer Schraubenlinie folgen.
Diese Art von Pumpe funktioniert nur, wenn bereits Hochvakuum erreicht wurde, also wenn die Vakuumkammer bereits vorher durch eine andere Pumpe auf einen Druck unter ca. 10−3 mbar (0,1 Pa) ausgepumpt wurde. Mit Ionengetterpumpen kann dann ein wesentlich niedrigerer Druck erreicht werden, dieser kann unter optimalen Voraussetzungen ca. 10−11 mbar (1 nPa) sein. Ionengetterpumpen sind für Edelgase nicht sehr gut geeignet, weil abgepumptes Edelgas chemisch nicht gebunden werden kann und unter Umständen wieder freigesetzt wird.
Ionengetterpumpen haben keine bewegten Teile, sind daher wartungsfrei und benötigen zum Betrieb nur eine Hochspannungsversorgung (Gleichspannung, je nach Pumpentyp 3000–7000 V).

## Besondere Bauformen
Die Ionenverdampferpumpe ist eine Ionengetterpumpe, bei der die hochreaktive Getterschicht nicht durch Kathodenzerstäuben, sondern durch Verdampfen des Gettermaterials (z. B. durch Elektronenbeschuss) erzeugt wird. 
Eine Variante der Ionengetterpumpe ist die Orbitronpumpe. Um eine möglichst große Anzahl von Restgaspartikeln zu ionisieren, umlaufen die Elektronen eine zentral angeordnete, stabförmige Anode, die von einer zylindrischen Kathode umgeben ist.